# Methodengeschichte des Fremdsprachenunterrichts
Unterrichtsmethoden für das Fremdsprachenlehren bzw. -lernen umfasst die Lehr- und Lernverfahren (einschließlich Unterrichtsplanung und Einsatz von Lehrmaterial), mittels derer eine Fremdsprache im neusprachlichen Fremdsprachenunterricht (im Gegensatz zum Unterricht „alter“ Sprachen wie Alt-Griechisch und Latein) unterrichtet wird. Im weiteren Sinne gehört zur „Methode“ auch die Auswahl, Stufung und Anordnung der Unterrichtsinhalte.
Die Geschichte der fremdsprachlichen Unterrichtsmethoden reicht von frühen Grammatiken und Sprachlehrbüchern ohne methodische Festlegung (16. bis frühes 19. Jahrhundert) über ausdrückliche methodische Vorgaben in entsprechend entworfenen Sprachlehrbüchern sowie eigenen Methodikhandbüchern (Mitte des 19. bis Mitte des 20. Jahrhunderts) bis zur wissenschaftlichen Herleitung und Erforschung von Methodenkonzepten im Rahmen der sich entwickelnden Fremdsprachendidaktik und der Fremdsprachenlehr- und -lernforschung, oft einfach nur „Sprachlehrforschung“ (seit der 2. Hälfte des 20. Jahrhunderts).

## Zum institutionellen Hintergrund der Entwicklung fremdsprachlicher Unterrichtsmethoden
Die Geschichte der fremdsprachlichen Unterrichtsmethoden ist vom Mittelalter bis ins 19. Jahrhundert durch eine Reihe von Grammatiken, später auch Sprachlehrbüchern bestimmt, die in erster Linie für das autodidaktische Lernen sowie das Lernen mithilfe eines Hauslehrers entworfen waren. Ab der Mitte des 19. Jahrhunderts machten sich eigene Sprachlehr- und Methodikhandbüchern erfahrener Schulpraktiker für bestimmte Methodenkonzepte für den Französisch- und Englischunterricht an Schulen stark. Seit der zweiten Hälfte des 20. Jahrhunderts verlagerte sich die Entwicklung von Unterrichtsmethoden aus dem schulischen Bereich vermehrt in die Einrichtungen der Lehreraus- und -fortbildung an den Pädagogischen Hochschulen, später auch an einer wachsenden Zahl von Universitäten, sowie an Seminaren der Schulpraktischen Ausbildung. Dies führte zur Entwicklung einer Fremdsprachendidaktik insbesondere für den Englisch- und Französischunterricht, aber auch für andere Zweit- und Drittsprachen sowie den Unterricht in Deutsch als Fremdsprache. (Zum Unterschied zwischen Methodik und Didaktik vgl. auch den Abschnitt „Didaktik“ und „Methodik“.) Allerdings fanden solche Neuentwicklungen nicht immer unmittelbaren Eingang in den Fremdsprachenunterricht. In vielen Fällen wurde und wird von den einzelnen Lehrkräften nach einer selbstentwickelten, oft ad hoc eingesetzten Mischmethodik unterrichtet, die nur zum Teil auf der eigenen Aus- und Fortbildung, daneben aber auch auf den eigenen Erfahrungen als Schüler (und damit auch auf dem Vorbild der seinerzeitigen Lehrkräfte) sowie auf den eigenen praktischen Lehrerfahrungen beruht.
Von politischer Seite her wurden grundlegende Fragen der Gestaltung des Fremdsprachenunterrichts durch das „Hamburger Abkommen zur Vereinheitlichung auf dem Gebiet des Schulwesens“ von 1964 in der Fassung von 1971 geregelt. Sie wurden durch spätere Verlautbarungen des Sekretariats der Ständigen Konferenz der Kultusminister der Länder in der Bundesrepublik Deutschland (z. B. von 1994) fortgeschrieben.

## Fremdsprachenlernen bis ins 19. Jahrhundert
Vor und neben der Verbreitung des neusprachlichen Unterrichts an öffentlichen und privaten Schulen (ab der Mitte des 19. Jahrhunderts) war der übliche Weg des Fremdsprachlernens entweder die Beschäftigung eines fremdsprachigen Kindermädchens, Gouvernante oder Hauslehrers oder der längere Aufenthalt im fremdsprachigen Ausland.
Systematisch wurde über das Erlernen der Sprache eines Nachbarlandes erst ab etwa dem 16. Jahrhundert nachgedacht, als die „neuen“ Nationalsprachen nicht nur als Verkehrs- und Handelssprachen mehr und mehr an Bedeutung gewannen, sondern die „alten“ Sprachen Latein und Griechisch allmählich auch als Bildungssprachen abzulösen begannen. Ab da kann die Geschichte wechselnder Lehr-/Lernmethoden – sehr vereinfacht – als ein Hin und Her zwischen den beiden Polen „Aktivierung“ und „Formalisierung“ charakterisiert werden.
- „Aktivierung“ (= Sprachgebrauch, „synthetische“ oder „induktive Methode“): In ausgewählten Sätzen, Texten und Dialogen erkennen die Lernenden (mit oder ohne Hilfe des Lehrers) bestimmte Regelhaftigkeiten, die schließlich als Regeln formuliert werden bzw. formuliert werden können, jedoch nicht unbedingt formuliert werden müssen. Systematische Übungen und aktiver Sprachgebrauch folgen. Das Ziel des Sprachunterrichts liegt in erster Linie in der Fähigkeit der Lernenden, flüssig zu sprechen.

- „Formalisierung“ (= Regellernen, „analytische“ oder „deduktive Methode“): Von einer vorgegebenen grammatischen Regel ausgehend stellen die Lehrenden Sätze als Beispiele dieser Regel vor (gelegentlich finden die Lernenden mit oder ohne Hilfe des Lehrers auch selbst solche Beispielsätze), gefolgt von systematischen Übungen mit abgeänderten Beispielsätzen und Übersetzungen entsprechender deutscher Beispielsätze in die Fremdsprache, ehe sie schließlich zum Sprachganzen (Dialoge und Lesestücke mit gehäuftem Vorkommen der entsprechenden grammatischen Phänomene) fortschreiten. Im Vordergrund der Textarbeit steht die sprachliche Analyse, das heißt, die kognitive Durchdringung des Sprachmaterials im Hinblick auf die Grammatik. Abgefragt werden grammatische Kenntnisse insbesondere über die Kenntnis, d. h. das Aufsagen grammatischer Regeln. Auch die bewusste Gegenüberstellung mit den entsprechenden muttersprachlichen Strukturen gilt als hilfreich. Das Ziel liegt in erster Linie in einer fehlerfreien Sprachbeherrschung.

Zu allen Zeiten seit der Antike bestehen diese beiden Methodenkonzepte wie auch unterschiedliche Mischformen nebeneinander – allerdings nie mit gleicher Gewichtung. Induktive Methoden herrschten in der Antike, im 16./17. Jahrhundert und dann wieder im späten 19. und frühen 20. Jahrhundert vor (durchaus oft vermischt mit deduktivem Vorgehen), deduktive Methoden im späten Mittelalter und dann wieder im 18./19. Jahrhundert bis (vermischt mit induktivem Vorgehen) ins 20. Jahrhundert hinein.
Diese beiden Arten sind auch nicht immer klar voneinander zu unterscheiden. Betrachtet man die wechselnden Methodenkonzepte nämlich im Zusammenhang ihres jeweiligen soziopolitischen und soziokulturellen Umfeldes (politische, wirtschaftliche und kulturelle Beziehungen zu anderen Ländern, die Rolle schriftlicher bzw. mündlicher Kommunikation, aktuelle Bildungsziele einschließlich der Rolle der klassischen Sprachen), gelangt man zu feingliedrigeren, allerdings auch weniger übersichtlichen Unterteilungen.
Unterrichtswerke meist zum autodidaktischen, aber auch zum lehrergestützten Erlernen einer fremden Sprache (Französisch, Englisch, Deutsch und andere) kamen insbesondere ab dem 16. Jahrhundert auf. So wurden zwischen 1521 und 1699 alleine in England über 150 Lehrbücher für das Französische, damals die Sprache des königlichen Hofes, des Adels und der Gerichtsbarkeit, veröffentlicht (während die Sprache der Gelehrten selbstverständlich noch Latein war). Neben dem Adel gebrauchte dann mehr und mehr auch die Kaufmannschaft das Französische als Lingua franca für die Kommunikation mit Ausländern.
„Das rein geistig-formal gerichtete Bildungsideal der früheren Jahrhunderte wich einem mehr auf das Praktische bedachten, dem die Zeit der beginnenden modernen Naturwissenschaft entgegenkam. ... Die fremdländischen Sprachmeister gewöhnten ihre Schüler zunächst an den Klang der fremden Sprache, richteten dann Fragen an sie, anfänglich mit vielen deutschen Worten untermischt, und gewöhnten sie an französische Antworten. Auch die Erklärung der Texte erfolgte in der fremden Sprache, ohne Übersetzung in die Muttersprache der Schüler.“
Was das Englische angeht, so war die Situation anders:
„Bis zum Ende des 17. Jahrhunderts können wir von einer nennenswerten Beschäftigung mit der englischen Sprache in Deutschland nicht sprechen. ... Englischen Schulunterricht gab es erst seit 1745, und auch dann nur gelegentlich dort, wo besondere Einrichtungen und Mittel für einen wahlfreien Betrieb zur Verfügung standen; so z. B. auf dem Collegium Carolinum in Braunschweig, dem Pädagogium zu Bützow, dem Gymnasium zum Grauen Kloster in Berlin und in einer Reihe anderer Schulen. Selbst die neuen Realschulen hatten ihn meist noch nicht als verbindliches Fach. ... So ging es in zunehmendem Umfang bis zu dem für die Geschichte des englischen Unterrichts in Preußen wichtigen Jahr 1832, in dem die Realanstalten der staatlichen Beaufsichtigung und Beeinflussung unterstellt wurden und in dem durch die“Vorläufige Instruktion über die an den höheren Bürger- und Realschulen anzuordnenden Prüfungen„dem Englischen als wahlfreiem Fach ein fester Platz im Lehrplan geschaffen wurde. Die übrigen deutschen Staaten folgten bald, so daß um 1850 das Englische so gut wie überall an Gymnasien und Realschulen Eingang gefunden hatte.“

### Synthetische oder induktive Methode
Zwischen dem 16. und dem 19. Jahrhundert empfahlen eine Reihe von Philosophen und Pädagogen den aktiven Gebrauch einer fremden Sprache als den besten Weg, diese Sprache zu erlernen. Bewusste Grammatikarbeit, soweit sie überhaupt betrieben wurde, erfolgte induktiv, d. h. Regeln wurden aus zuvor gesammeltem Sprachmaterial abgeleitet. Die wichtigsten Vertreter:
- Michel de Montaigne (1533–1592): verschiedene Stellen seiner Essais (1580–88), gesammelt in M. de Montaigne: Essays. The Education of Children (hg. L. E. Rector). New York: Appleton, 1899.
- Johann Amos Comenius (1592–1670): Orbis sensualium pictus (1654), in dem anhand von Bildern der dazugehörige Wortschatz in vier Sprachen (Latein, Deutsch, Ungarisch und Tschechisch) dargeboten wird[8], sowie Didactica Magna (ursprünglich tschechisch geschrieben; lat. Druckfassung von 1657). Comenius sprach sich allerdings nicht eindeutig nur für ein Lernen durch Sprachgebrauch aus (wofür er heutzutage häufig als Kronzeuge herangezogen wird); er erkannte durchaus auch die unterstützende Funktion von Einsichten in die Sprachstruktur: „All languages are easier to learn by practice than from rules. ... But rules assist and strengthen the knowledge derived from practice.“[9]
- John Locke (1632–1704): verschiedene Stellen in Some Thoughts Concerning Education (1693), in denen er unter anderem für die Verwendung „interlinearer“ Übersetzungshilfen plädierte, ein Verfahren, das später von Jacotot und Hamilton übernommen wurde[10] (s. unten).

Bald traten eine Reihe von Sprachlehrern als Autoren praktischer Sprachlehrbücher hervor:
- Johann Bernhard Basedow (1724–1790)
- N. G. Dufief: Nature Displayed in Her Mode of Teaching Languages to Man (1804):

„It is evident that the rules of Grammar can not convey the art of language. … How then is language to be acquired? I answer by adopting the mode by which nature teaches children their mother tongue.“
- James Hamilton (1769–1831): Essay on the Usual Mode of Teaching Languages (1816); History, Principles and Practice and Results of the Hamilton System for the Last Twelve Years (1829)
- Jean Joseph Jacotot (1770–1840): Méthode d'enseignement universel (1820); Enseignement universel des langues étrangères" (1830); Manuel de la méthode Jacotot (1841); vgl. auch J. A. Payne: A Compendious Exposition of the Principles and Practice of Professor Jacotot's Celebrated System of Education (1830).[12]

Hamilton wie Jacotot (sowie später August Bolz, 1819–1907) verwenden u. a. die Methode der Interlinearversion, um den Schüler ausgehend von einem durchaus schwierigen Ausgangstext mit den Einzelelementen der Sprache vertraut zu machen. Der von Jacotot in seinem Enseignement universel, Langue maternelle verwendete Lektüretext ist hierbei der Bildungsroman Les Aventures de Télémaque, fils d'Ulysse (geschrieben 1694–96, deutsch 1733 als Die seltsamen Begebenheiten des Telemach) von François Fénelon. Hamilton verwendet das Johannesevangelium. Ein berühmter Anwender der Jacotot'schen Methode ist Heinrich Schliemann, der sich autodidaktisch die russische Sprache unter Verwendung einer entsprechenden Übersetzung des Fénelon-Textes beibrachte.

### Analytische oder deduktive Methode
Im Gegensatz zu den oben genannten synthetisch-induktiven Methodenansätzen, die auf dem praktischen Gebrauch der Fremdsprache basierten, wurden im Gefolge der neuhumanistischen Pädagogik ab dem späten 18. Jahrhundert Bücher beliebt, die für das Fremdsprachenlernen das Geben von Beispielen grammatischer Regeln durch einzelne Beispielsätze sowie – zur Nachweis des erworbenen Sprachwissens – die Übersetzung deutscher Sätze in die fremde Sprache empfahlen (vgl. Deduktion). Kritisiert wurde an den induktiven Methoden, dass sie zu wenig Wert auf die aktive Sprachbeherrschung legten und stattdessen die Kompetenz zu Übersetzungen aus einer Fremdsprachen einseitig betonten. Analytische Methoden gewannen daher deutlichen Vorzug im Konversationsunterricht für Frauen, während der Sprachunterricht für Männer weiterhin häufig induktiv abgehalten wurde.
Eine Auswahl deduktiv vorgehender Lehrwerke:
- Johann König: Der getreue Englische Wegweiser, oder kurtze, doch gründliche Anleitung zur Englischen Sprache für die Teutschen (6. Auflage 1755)
- Johann Valentin Meidinger (1756–1822): Practische Französische Grammatik, wodurch man diese Sprache auf eine ganz neue und sehr leichte Art in kurzer Zeit gründlich erlernen kann (1783), eines der populärsten Lehrbücher seiner Zeit, das bis 1857 in 37 Auflagen erschien.

„Er (= Meidinger) baute sein System so auf, wie es ihm für das stufenweise Fortschreiten und das Interesse des Schülers als richtig erschien. Daß das Erlernen der Regeln der leichteste Weg zur Einführung in die Sprache sei, ist seine Grundüberzeugung. ... Voran steht in den einzelnen Lektionen das Paradigma und die Regel mit deutschen Erläuterungen. Dann folgt das Übersetzungsmaterial zur Einübung der Regel. Das Wesentliche und Neue bei Meidinger ist, daß er die Übersetzung deutscher Sätze in die Fremdsprache als die wichtigste Übung verwendet, während bisher die Herübersetzung im Vordergrund gestanden hatte und die Hinübersetzung nur gelegentlich nebenher gegangen war.“
- Johann Heinrich Philipp Seidenstücker (1765–1817): Elementarbuch zur Erlernung der französischen Sprache (1811)

„J. H. P. Seidenstücker setzt in [s]einem französischen Elementarbuch (1811) erfolgreich das methodische Bemühen Meidingers fort, indem er in einfachen, immer aber vollständigen Sätzen im Anschluß an den Vorstellungskreis des Schülers zunächst Vokabeln und Satzformen einprägt und an ihnen die vorher gegebenen grammatischen Regeln einübt. Ein sorgsam aufgebautes System der Erweiterung des Wortschatzes und der Grammatik ist ihm die Hauptsache.“
- Johann Franz Ahn (1796–1865): Praktischer Lehrgang zur schnellen und leichten Erlernung der französischen Sprache (1. Kursus 1834, 206. Auflage 1883; 2. Kursus 1840, 47. Auflage 1881)
- J. Seyerlen: Elementarbuch der französischen Sprache nach Seidenstücker (Ahn)'schen Grundsätzen als Vorschule zu der frz. Chrestomathie von Gruner und Wildermuth
- Jean Manesca: An Oral System for Teaching Living Language, Illustrated by A Practical Course of Lessons in the French (1834).
- Heinrich Gottfried Ollendorff (1803–1865): Methode, eine Sprache in sechs Monaten lesen, schreiben und sprechen zu lernen (nach 1840; viele spätere Auflagen in verschiedenen Sprachen). An Meidingers analytischer Methode orientiert, gab Ollendorf eine Regel sowie passenden Wortschatz vor und ließ auf dieser Grundlage Sätze, später auch längere Prosatexte, in die Fremdsprache (Französisch, Spanisch, Italienisch, Russisch u. a.) übersetzen. Darüber hinaus strebte sie anhand einfacher Frage-Antwort-Schemata einen schrittweisen Ausbau praktischer Sprachkenntnisse an.

Zusammenfassend lässt sich der analytisch-deduktiven Methodenansatz folgendermaßen umschreiben:
„Die Grammatikdarstellung basiert in allen Sprachlehren der damaligen Zeit auf den traditionellen Wortarten der lateinischen Grammatik; die Regeln sind deutsch formuliert und durch Beispielsätze erläutert, die oftmals bekannten literarischen Werken entnommen sind. Die beigefügten Gespräche und Briefe decken häufige Kommunikationssituationen wie Einkäufe oder Tischgespräche im Mündlichen sowie Reaktionen auf Einladungen und Danksagungen im Schriftlichen ab.“

### Außerschulische Konversationsmethoden
Im Laufe des 19. Jahrhunderts wurden Sprachlernmethoden auch im Zusammenhang mit der Gründung eines Verlagshauses oder einer Sprachschule entwickelt, die versuchten, sich ein möglichst exklusives Nutzungsrecht auf die in mehrjähriger Lehrerfahrung gesammelter Erfahrung zu sichern:

#### Meisterschaftssystem
Das Meisterschaftssystem von Richard S. Rosenthal versprach, bei täglich halbstündiger Übung innerhalb von drei Monaten grundlegende Fertigkeiten für die Bedürfnisse von Reisenden und Geschäftsleuten zu vermitteln.

#### Methode Gaspey-Otto-Sauer
Verwandt ist dieses System mit der Methode Gaspey-Otto-Sauer, die in Zusammenarbeit mit der Verlagsbuchhandlung Julius Groos in Heidelberg ein großes Angebot an Sprachlehrbüchern für viele Sprachen der Welt veröffentlichten, welche sich durch großen Nachdruck auf Sprechübungen, sowie große Einfachheit und Zuverlässigkeit auszeichneten.

#### Methode Booch-Árkossy
Eine Synthese zwischen dem Meisterschaftssystem und der Methode von Robertson unternahm Friedrich Booch-Árkossy aus Leipzig mit mehreren Lehrbüchern für alte und moderne Sprachen, die sowohl für den Schul- als auch für den Selbstunterricht gedacht waren.

#### Methode Thum
Die Methode Thum wandte sich demgegenüber gezielt an Kaufleute und Gewerbetreibende, um diese anhand von Vokabeln, Redewendungen und Übungen in den kaufmännischen Stil einzuführen.

#### Methode Toussaint-Langenscheidt
Eine Wiederaufnahme der analytischen Methode auf neuem Niveau erfolgt in der auf „Lernbriefe“ aufgebauten Methode Toussaint-Langenscheidt. Hier wird neben einer Interlinearversion und ausführlichen Erläuterungen auch systematisch ein eigenes Aussprachealphabet eingeführt, das den Selbstlerner mit der Phonetik der Zielsprache vertraut machen soll. Als Einführungstext in das Französische wurde hier die Novelle „Atala“ von Chateaubriand gewählt, für das Englische „A Christmas Carol“ (Ein Weihnachtslied) von Charles Dickens. Kritisiert wurde die Methode wegen ihres zu hohen Anspruchsniveaus, das die Schüler zu überfordern drohe.

#### Berlitz-Methode
Eine weitere Neuerung stellte die Methode von Maximilian Delphinius Berlitz (1852–1921) dar, der ab 1878 mit seinem Insistieren auf reiner Einsprachigkeit einer der frühesten Vorläufer der Immersionsmethode war.

## Fremdsprachenunterricht als Schulfach ab der Mitte des 19. Jahrhunderts
In der ersten Hälfte des 19. Jahrhunderts wurde in Preußen die alte Lateinschule allmählich durch das Humanistische Gymnasium mit dem Schwerpunkt auf den alten Sprachen Griechisch und Latein abgelöst, zu denen ab Mitte des 19. Jahrhunderts das Realgymnasium (später: Neusprachliches Gymnasium) mit dem Schwerpunkt auf den „neueren Sprachen“ Französisch und Englisch sowie, noch etwas später, die Oberrealschule, die ihren Schwerpunkt in den naturwissenschaftlichen Fächern hatte, hinzukamen. In all diesen Schulformen wurden bis weit in die zweite Hälfte des 19. Jahrhunderts hinein Französisch und Englisch weitgehend nach der gleichen Grammatik-Übersetzungs-Methode unterrichtet, mit der in den Jahrhunderten vorher die alten Sprachen Griechisch und Latein unterrichtet worden waren und nach der auch die meisten Sprachlehrbücher ab dem späten 18. Jahrhundert (s. oben) konzipiert waren.

### Grammatik-Übersetzungsmethode
Die Methodik der neueren Fremdsprachen orientierte sich zunächst an der deduktiv ausgerichteten Grammatik-Übersetzungs-Methode des altsprachlichen Unterrichts, bei der aus Wörtern und Grammatikregeln Sätze in der fremden Sprache „konstruiert“ wurden (Demonstration von „Sprachwissen“). Ziel des Sprachunterrichts war eine geistig-formale (Einsicht in die Sprachgesetze der Fremdsprache) und kulturelle (landeskundliche und literarische) Bildung der Schüler, die sich insbesondere in der Fähigkeit ausdrückte, literarische Texte aus der Fremdsprache zu übersetzen und auf ihren Bildungsgehalt hin zu interpretieren. (Vgl. auch den Hauptartikel Grammatik-Übersetzungsmethode sowie Fremdsprachenunterricht.)
Einer der wichtigsten Fürsprecher der Grammatik-Übersetzungsmethode, der die von Meidinger, Seidenstücker, Ahn und Ollendorff (s. oben) begonnene Richtung in verschärfter Form weiterführte, war
- Karl Julius Ploetz (1819–1881): Elementarbuch der französischen Sprache (1848) und Schulgrammatik der französischen Sprache (1849), in denen die analytische Sprachvermittlung auf die Spitze getrieben wurde.

„In his [= Ploetz'] system, which was basically that of Ollendorf, the disciplinary and analytical value of language study was paramount, and the linguistic [= sprachlichen] aims quite secondary. The growing exactness of philological studies was reflected in the increased formalism of his grammatical description. … Language skill was equated with ability to conjugate and decline.“
„Ploetz (1819-1881) verfährt bei dem Aufbau seiner Lektionen im wesentlichen wie Meidinger und Seidenstücker. Er bemüht sich aber um eine gleichmäßigere Berücksichtigung der Aussprache, des Wortschatzes und der Grammatik und sucht mehr Systematik in die Folge der grammatischen Lehrstoffe zu bringen. Paradigmata und Konjugationstabellen erscheinen in übersichtlicher Vollständigkeit, die Fassung der Regeln wird in festeren Formen geboten, der Lesestoff – vorzugsweise der Geschichte und Erdkunde des fremden Landes entnommen – gehaltvoller. Die Übersetzung in die fremde Sprache ist das wichtigste und fast einzige Mittel zur Einübung der Regeln geworden, deren Kenntnis das oberste Ziel des Unterrichts ist.“

### Reformbewegung bzw. direkte Methode
Gegen die Lebensferne der im Schulwesen noch immer vorherrschenden Grammatik-Übersetzungsmethode wandte sich vor allem Wilhelm Viëtor mit der Streitschrift „Der Sprachunterricht muss umkehren!“ Er veröffentlichte sie unter dem lateinischen Pseudonym „Quousque Tandem“ (= „Wie lange denn noch?“).
Mit ihr begann die sog. „Reformbewegung“, die sich an den Zielen der verstärkt aufkommenden „(Ober-)Realschulen“ orientierte und die Aufnahme der im außerschulischen Bereich erzielten methodischen Fortschritte auch in den schulischen Unterricht forderte. Auf induktivem Wege (aus einer Reihe von Beispielen wird die Regel abgeleitet) sowie unter möglichst weitgehendem Verzicht auf den Gebrauch der Muttersprache (sog. „Einsprachigkeit“) und damit auch unter weitgehendem Verzicht auf das Übersetzen zielte diese sog. „Direkte Methode“ auf die Beherrschung der gesprochenen Sprache ab, auf den Nachweis von „Sprachkönnen“. Daneben waren allerdings nach wie vor auch erzieherische und kulturkundliche Gesichtspunkte wichtig. Die Methoden stützten sich häufig auf die Grundsätze der Arbeitsschule. Beispiele:
- Otto, E.: Methodik und Didaktik des neusprachlichen Unterrichts. Versuch einer wissenschaftlichen Unterrichtslehre. Bielefeld und Leipzig, 1921.
- Aronstein, Ph.: Methodik des neusprachlichen Unterrichts. Bd. 1: Die Grundlagen. Bd. 2: Der englische Unterricht. Leipzig, 1921.
- Hübner, W.: Didaktik der neueren Sprachen. Frankfurt am Main, 1929. Faksimile-Nachdruck (2. Auflage 1933): Frankfurt am Main: Diesterweg, 1965.
- Bohlen, A.: Neusprachlicher Unterricht. Leipzig, 1930.
- Popp, W.: Die Methode des fremdsprachlichen Unterrichts. Leipzig, 1932.

Aus dem Ausland sind aus dieser Zeit vor allem die folgenden englischen Werke zu beachten, die in Deutschland, sicher aus politischen Gründen, allerdings keine größere Verbreitung fanden:
- Jespersen, O.: How to Teach a Foreign Language. London, 1904 (die weitverbreitete englische Übersetzung eines dänischen Werks).
- Palmer, H. E.: The Oral Method of Teaching Languages. Cambridge, 1921.
- Palmer, H. E.: The Principles of Language Study. London, 1922. Neuauflage: London: Oxford University Press, 1964.

## 20. Jahrhundert

### Methode Assimil
Im Jahre 1929 begründete der französische Sprachautodidakt Alphonse Chérel mit der Herausgabe des Buches L'Anglais Sans Peine die Methode Assimil. Das Besondere dieser für das autodidaktische Lernen entworfene Methode besteht darin, dass dem Lernenden ein zweisprachiger Lerntext auf gegenüberliegenden Buchseiten angeboten wird, den er mittels eines beigefügten Tonträgers in täglichen Lektionen bearbeiten soll. Auf den schulischen Fremdsprachenunterricht hatte diese Methode keinen Einfluss.

### Audiolinguale und audiovisuelle Methode
Die Entwicklung der audiolingual habit theory auf der Grundlage der deskriptiv-strukturalistischen Beschreibung von „Satzmustern“ (sentence patterns) und der behavioristischen, auf dem Reiz-Reaktions-Schema beruhenden Lerntheorie führte ab den 1940er-Jahren zur Entwicklung der „audiolingualen Methode“ (auch Behavioristische Methoden). Ziel (insbesondere in den Intensivkursen des ab 1943 laufenden amerikanischen „Army Specialized Training Program“) waren vor allem die mündlichen Fertigkeiten des Hörens und Sprechens. Zentrale Methode dieses weitgehenden „einsprachigen“, d. h. praktisch ausschließlich in der Fremdsprache ablaufenden Unterrichts war die systematische Übung von „Satzmustern“ (patterns) über situativ eingebettete, auf Imitation und Repetition basierende Strukturmusterübungen (pattern drills), paradigmatische Einsetzübungen in Satzschalttafeln („substitution tables“) und Umformungsübungen. Dabei wurde der richtige Gebrauch einer Struktur durch unmittelbar folgende Lernverstärkung (reinforcement), d. h. durch Bestätigung, dass die Antwort richtig war, gefestigt. Ziel dieses Verfahrens war die Ausbildung von „Sprechgewohnheiten“ (speech habits).
Eine moderne Variante dieser Methode ist das in den 1960er-Jahren entwickelte und in den Vereinigten Staaten heute sehr beliebte und verbreitete Pimsleur-System. Der große Erfolg audiolingualer Methoden gerade in den USA muss auch vor dem Hintergrund verstanden werden, dass Lernprogramme wie das von Pimsleur dort auch während der landestypisch langen Autofahrten zwischen Zuhause und Arbeitsplatz gehört und genutzt werden können.
Der in Deutschland bekannteste Vertreter dieser Methode war Robert Lado (s. unten). Eine seiner zentralen Äußerungen macht die Grundlagen der audiolingualen Methode deutlich:
„Eine Sprache zu kennen heißt, dazu in der Lage zu sein, ihren komplizierten Mechanismus mit Hilfe von vielen automatisch reagierenden Gewohnheiten zu beherrschen, während sich die Aufmerksamkeit nur dem Gedankengang und einigen wenigen Fragen der Auswahl und der Übereinstimmung einzelner Elemente zuwendet. Dieser Grad der Sprachbeherrschung wird allmählich erreicht, und zwar dadurch, daß man die Geläufigkeit in der Anwendung einzelner Teile durch wiederholtes Üben festigt, so daß sich die Aufmerksamkeit nicht mehr auf die mechanischen Vorgänge des Sprachgebrauchs zu richten braucht“ (Lado, 1967, 67).
Ab den 1950er-Jahren (in den USA) bzw. den 1960er-Jahren (in Deutschland) wurde das Sprachlabor bevorzugter Übungsort. Die Fertigkeiten des Lesens und Schreibens wurden demgegenüber erst in zweiter Linie geübt (spielten dann allerdings bei Klassenarbeiten in Deutschland wieder eine überproportional große Rolle). Bewusste Grammatikarbeit – soweit überhaupt betrieben – erfolgte induktiv.
Insbesondere die Arbeit des Centre d'Étude du français Élémentaire in Saint-Cloud (ab 1951), seit 1959 unter dem Namen Centre de Recherche et d'Étude pour la Diffusion du Français (CREDIF), führte zur Verbindung der audiolingualen Methodenkonzeption mit dem integrativen Einsatz audiovisueller Unterrichtsmittel/Medien:
- P. Guberina: La méthode audio-visuelle structuro-globale. In: Revue de phonétique appliquée, 1965, 35-64.
- Jean Firges: Die CREDIF-Methode. Versuch einer kritischen Bestandsaufnahme. In: Die neueren Sprachen, 74, 1975, 224-237.

Zweck des Einsatzes auditiver und/oder visueller Unterrichtsmittel (Medien) war es vor allem, über die Präsentation eindeutiger Situationen (Stimuli) stereotype sprachliche Reaktionen auszulösen und so zu einer Ausbildung von Sprechgewohnheiten beizutragen:
- Auditive Medien (die auch muttersprachliche Sprachvorbilder lieferten) waren vor allem Schallplatte, Tonband und Kassettenrecorder, später auch das Sprachlabor.
- Visuelle Medien waren (neben Realien) Tafelbilder (mit Stichwörtern oder Strichzeichnungen), Flashcards, Hafttafel, Wandbild, Bilder/Bildserien, Dias/Diaserien, später auch Folien für den Overheadprojektor, Film und Fernsehen.

Die wichtigsten Fürsprecher der audiolingualen/audiovisuellen Methode (die in Deutschland, im Gegensatz zu den USA, nur selten in reiner Form praktiziert wurde) waren:
- C. C. Fries: Teaching and Learning English as a Foreign Language. Ann Arbour, 1945.
- N. Brooks: Language and Language learning. New York, 1960 (2. Auflage 1964)
- E. M. Stack: The Language Laboratory and Modern Language Teaching. New York, 1960 (3. Auflage 1971).
- A. Bohlen: Bild und Ton im neusprachlichen Unterricht. Dortmund, 1962.
- R. Lado: Language Teaching: A Scientific Approach. New York, 1964; dt.: Moderner Sprachunterricht. Eine Einführung auf wissenschaftlicher Grundlage. München: Hueber, 1967 (besonders einflussreich!).

### Vermittelnde Methode
Im Gefolge des Zweiten Weltkriegs erfolgte eine starke Rückbesinnung auf traditionelle Erziehungsziele und Bildungsinhalte, wie sie im Fremdsprachenunterricht des späten 19. und frühen 20. Jahrhunderts bestimmend gewesen waren. Daneben setzte sich aber auch mehr und mehr die audiolinguale/audiovisuelle Methode durch. Im Laufe der Zeit bildete sich so etwas wie eine „vermittelnde Methode“ (ein Begriff, der nicht besonders weit verbreitet war) heraus, die aber in vielen Fällen von großer Unsicherheit der Lehrkräfte und Methodenkollisionen geprägt war:
- Das Prinzip der „Einsprachigkeit“ sowie die Forderung nach induktiver Grammatikarbeit widersprachen dem auf geistig-formale Schulung abzielenden Bildungsbemühen, die Besonderheit zielsprachlicher Grammatikstrukturen sowie lexikalischer, idiomatischer und stilistischer Besonderheiten auf dem Hintergrund der deutschen Entsprechungen zu verdeutlichen und auch im Fremdsprachenunterricht, wie im Deutschunterricht, „Werte“ zu vermitteln.
- Die stereotypen, situativ oft nur schwach eingebetteten systematischen Strukturmusterübungen widersprechen dem Bemühen um die Ausbildung praktischer Sprechfertigkeiten in realen Kommunikationssituationen.
- Der Vorrang des Mündlichen im Unterrichts tritt in Widerspruch mit dem Vorrang des Schriftlichen in Klassenarbeiten.

Folge dieser Verunsicherung war eine häufig zu beobachtende Rückkehr zur alten Grammatik-Übersetzungs-Methode.
Nachdrücklich wurde die vermittelnde Methode insbesondere in der sog. „hauptschulgemäßen Arbeitsweise“ des Berliner Didaktikers Harald Gutschow vertreten:
- H. Gutschow: Englisch an Hauptschulen. Probleme und Arbeitsformen. Berlin: Cornelsen, 1964.
- H. Gutschow: Eine Methodik des elementaren Englischunterrichts. Berlin, Cornelsen, 1978.

Andere markante Vertreter:
- A. Bohlen: Methodik des neusprachlichen Unterrichts. Heidelberg, 1952.
- F. Schubel: Methodik des Englischunterrichts. Frankfurt am Main, 1958.

### Kommunikative Methode
Die kommunikative Methode verbreitete sich in Deutschland insbesondere unter dem Einfluss von
- Piepho, H.-E.: Kommunikative Kompetenz als übergeordnetes Lernziel im Englischunterricht. Dornburg/Frickhofen, 1974.

Dieses vieldiskutierte Buch veränderte die Situation der Fremdsprachendidaktik und damit auch die Ausbildung der Fremdsprachenlehrer in Deutschland nachhaltig (siehe Kommunikative Wende). Bei der Rezeption und Entwicklung der kommunikativen Methode spielten darüber hinaus aber auch eine Reihe weiterer zeitgenössischer Veröffentlichungen vor allem aus der Sprechakttheorie und der Pragmalinguistik eine maßgebliche Rolle; z. B.:
- Austin, J. L.: How to Do Things With Words. London, 1962, (Paperback 1971).
- Hymes, D.: „On Communicative Competence“ (Vortrag Ferkauf Graduate School, Yeshiva University, 1966). Teilweise abgedruckt in: Pride, J. B. & Holmes, J. (Hg.): Sociolinguistics. Selected Readings. Harmondsworth, 1972, 269-293.
- Searle, J. R.: Speech Acts. An Essay in the Philosophy of Language. Cambridge, 1969.
- Habermas, J.: „Vorbereitende Bemerkungen zu einer Theorie der kommunikativen Kompetenz“. In: Habermas, J. & Luhmann, N. (Hg.): Theorie der Gesellschaft oder Sozialtechnologie. Was leistet die Systemforschung?. Frankfurt am Main, 1971, 101-141.
- Brumfit, C. J. & Johnson, K. (Hg.): The Communicative Approach to Language Teaching. Oxford, 1972.
- Hüllen, W.: „Pragmatik – die dritte linguistische Dimension.“ In: Hüllen, W. (Hg.): Neusser Vorträge zur Fremdsprachendidaktik. Berlin, Bielefeld, 1973, 84-98.

Mit diesem kommunikativen Methodenansatz wurden die technologisierten Stereotypien der audiolingualen/audiovisuellen und die Unsicherheiten der vermittelnden Methode aufgebrochen. Lehrer und Schüler traten verstärkt als „Kommunikationspartner“ auf, wobei auch, zumindest ansatzweise, das Lernziel „Emanzipation“ zum Tragen kam. Vor allem aber war der kommunikative Ansatz auch an den gesellschaftlichen Anforderungen des Fremdsprachengebrauchs (Fremdsprachenbedarf, Kommunikationsfähigkeit in den jeweiligen Umständen in den jeweiligen Rollen zur Verfolgung bestimmter Sprechabsichten). Maßgebend waren dabei verschiedene Veröffentlichungen des Europarats, insbesondere
- Council of Europe (Hg.): Systems Development in Adult Language learning. A European Unit/Credit System for Modern Language Learning by Adults. Strasbourg, 1973.
- van Ek, J. A.: Threshold Level. Strasbourg, 1975.

Weitere wichtige Publikationen zum kommunikativen Fremdsprachenunterricht:
- Pelz, M.: Pragmatik und Lernzielbestimmung im Fremdsprachenunterricht. Heidelberg, 1977.
- Widdowson, H. G.: Teaching Language as Communication. Oxford, 1978.
- Bundesarbeitsgemeinschaft Englisch an Gesamtschulen (Hg.): Kommunikativer Englischunterricht. Prinzipien und Übungstypologie. München, 1978.
- Pauels, W.: Kommunikative Fremdsprachendidaktik. Kritik und Perspektiven. Frankfurt am Main, 1983.

### Erweiterung des Methodenspektrums: Handlungsorientierung, Ganzheitlichkeit, Lernorientierung
Zu diesen Weiterentwicklungen kommunikativer Lehr-/Lernmethoden seit den 1980er Jahren, zu denen in Deutschland insbesondere Gerhard Bach, Michael K. Legutke, Renate Löffler und Johannes-Peter Timm, in Österreich Herbert Puchta und Michael Schratz beigetragen haben, vgl. die Sonderartikel
- Handlungsorientierung (Fremdsprachenunterricht)
- Ganzheitlichkeit (Fremdsprachenunterricht)
- Lernorientierung (Fremdsprachenunterricht)

Wichtige Grundlagenwerke:
- Bach, G. & Timm, J.-P. (Hg.): Englischunterricht. Grundlagen und Methoden einer handlungsorientierten Unterrichtspraxis (5., aktualisierte Auflage). Tübingen, Basel: A. Francke, 2013. ISBN 978-3-8252-4037-0.
- Legutke, M. K.: Lebendiger Englischunterricht. Kommunikative Aufgaben und Projekte für schüleraktiven Fremdsprachenunterricht. Bochum: Kamp, 1988. ISBN 3-592-70023-5 bzw. ISBN 978-3-592-70023-7.
- Legutke, M. K. & Thomas, H.: Process and Experience in the Language Classroom. London, New York: Longman, 1991. ISBN 0-582-01654-1.
- Löffler, R. & Schweitzer, K.: Brainlinks. Bausteine für einen ganzheitlichen Englischunterricht. Weinheim: Beltz, 1988. ISBN 978-3-407-62103-0.
- Puchta, H. & Schratz, M.: Handelndes Lernen im Englischunterricht (3 Bände). München: Hueber, 1984. Bd. 1: Theoriebuch. ISBN 978-3-19-006952-1; Bd. 2: Praxisbuch. ISBN 978-3-19-006953-8; Bd. 3: Trainerbuch. ISBN 978-3-19-006954-5.
- Timm, J.-P. (Hg.): Ganzheitlicher Fremdsprachenunterricht. Weinheim: Deutscher Studien Verlag, 1995. ISBN 3-89271-535-1 bzw. ISBN 978-3-89271-535-1.
- Timm, J.-P. (Hg.): Englisch lernen und lehren. Didaktik des Englischunterrichts. Berlin: Cornelsen, 1998 (8. Druck 2011). ISBN 978-3-464-00619-1.

### „Lernen durch Lehren“
Seit den frühen 1980er Jahren entwickelt insbesondere Jean-Pol Martin die Fremdsprachenlehr- und -lernmethode
- „Lernen durch Lehren“

in einem fortwährenden Prozess der Aktionsforschung (s. auch oben) weiter. LdL ist eine eigenständige und höchst erfolgreiche Methode. Punktuell wird sie darüber hinaus in vielen Formen des handlungsorientierten Fremdsprachenunterrichts eingesetzt; allerdings kann die Methode bei einem nur punktuellen und unsystematischen Einsatz – ohne vorherige Übungsphasen mit der Klasse – ihr volles Potenzial kaum entfalten.
Grundlagenwerk:
- Martin, J.-P.: Vorschlag eines anthropologisch begründeten Curriculums für den Fremdsprachenunterricht. Tübingen: Gunter Narr, 1994 (ISBN 3-8233-4373-4).